# Dzwonkówka kosmatotrzonowa

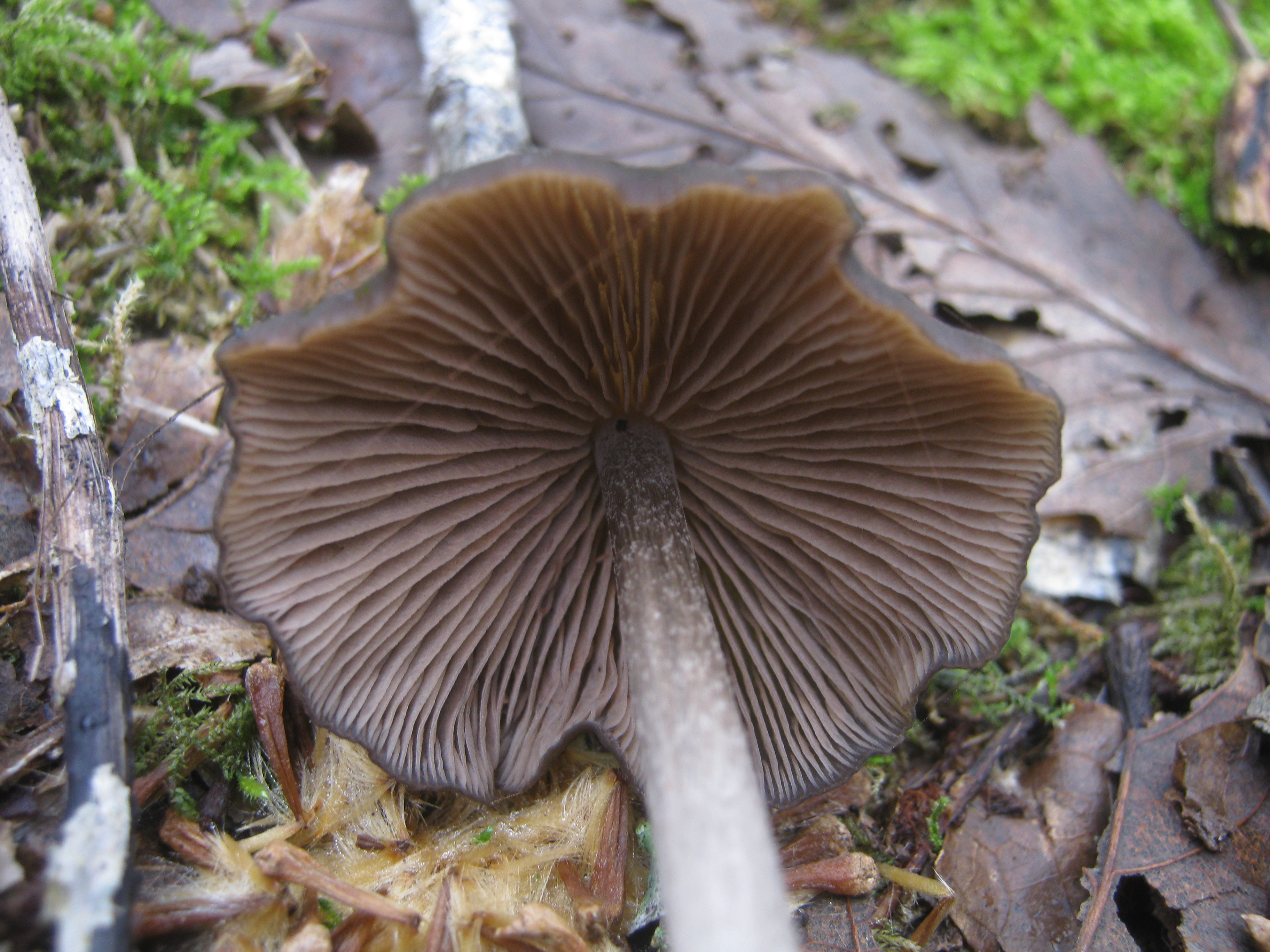

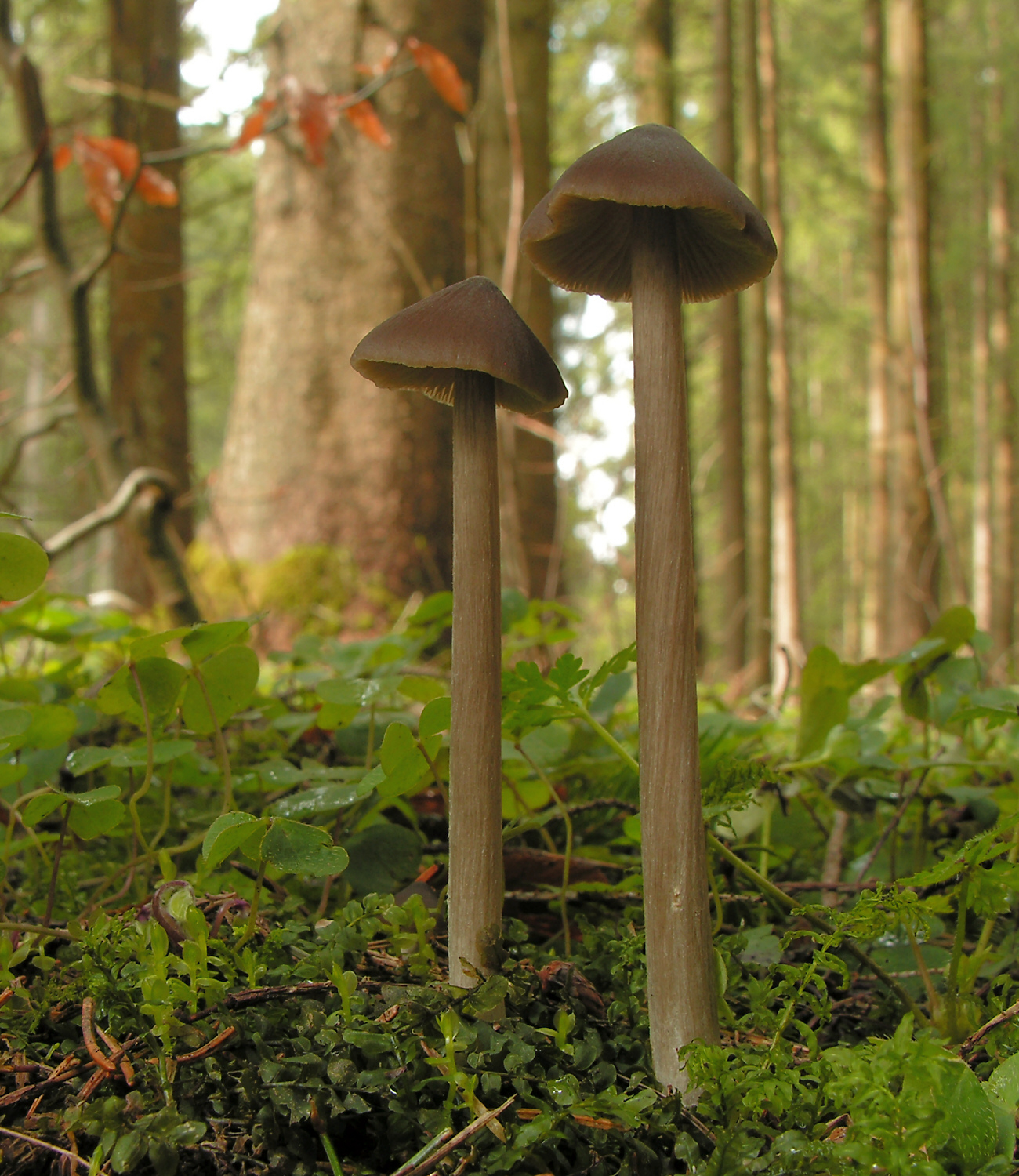

Dzwonkówka kosmatotrzonowa, wieruszka krucha (Entoloma hirtipes (Schumach.) M.M. Moser) – gatunek grzybów z rodziny dzwonkówkowatych (Entolomataceae).

## Systematyka i nazewnictwo
Pozycja w klasyfikacji według Index Fungorum: Entoloma, Entolomataceae, Agaricales, Agaricomycetidae, Agaricomycetes, Agaricomycotina, Basidiomycota, Fungi.
Po raz pierwszy zdiagnozował go w 1803 r. Heinrich Christian Friedrich Schumacher, nadając mu nazwę Agaricus hirtipes. Obecną, uznaną przez Index Fungorum nazwę nadał mu Meinhard Michael Moser w 1978 r. Synonimy:

- Agaricus hirtipes Schumach. 1803
- Entoloma hirtipes f. bisporicum Esteve-Rav. 1990
- Entoloma hirtipes (Schumach.) M.M. Moser 1978 f. hirtipes
- Entoloma hirtipes (Schumach.) M.M. Moser 1978 var. hirtipes
- Latzinaea hirtipes (Schumach.) Kuntze 1891
- Nolanea hirtipes (Schumach.) P. Kumm. 1871
- Nolanea hirtipes (Schumach.) P. Kumm. 1871 var. hirtipes
- Nolanea hirtipes var. montana F.H. Møller 1945
- Rhodophyllus hirtipes (Schumach.) J.E. Lange 1921

Nazwę zwyczajową zaproponował Władysław Wojewoda w 2003 r., wcześniej (w 1983 r.) wraz z Barbarą Gumińska używali nazwy wieruszka krucha.

## Morfologia
Kapelusz
Średnica 3–7 cm, początkowo ostro stożkowaty, potem wypukło-stożkowaty, dzwonkowaty lub półkulisty, czasami z garbem. Brzeg młodych owocników lekko podwinięty, potem prosty, z wiekiem często karbowany lub popękany. Jest niehigrofaniczny. W stanie wilgotnym w kolorze ciemnej sepii lub czerwono-brązowym, nieco jaśniejszy przy brzegu, półprzeźroczysty i prążkowany do połowy promienia. W stanie suchym szarobrązowy. Powierzchnia gładka z promieniście przyrośniętymi włókienkami.
Blaszki
W liczbie 25–35, z międzyblaszkami (l = 1–5), średnio gęste, przyrośnięte lub wykrojone, o szerokości do 7 mm, brzuchate. Początkowo bladobrązowe, potem dość ciemnobrązowo-różowe. Ostrza poszarpane, tej samej barwy.
Trzon
Wysokość 90–160 mm, grubość 3–10 mm, cylindryczny, zwykle nieco rozszerzający się w kierunku podstawy, o barwie od żółtobrązowej do sepii, jaśniejszy w górnej części. Powierzchnia prążkowana, często w sposób kręty i pokryta srebrzystymi włókienkami. Na szczycie oprószony, dołem nagi, u podstawy kutnerowaty.
Miąższ
Zapach silnie zjełczały, smak mączno-zjełczały.
Cechy mikroskopowe
Zarodniki w widoku z boku wielokątne, o wymiarach 10,5–13,5(–14,5) × (1,25–)1,3–1,5(–1,6) μm. Podstawki 30–50 × 9–14 μm, 4–zarodnikowe, ze sprzążkami. Cheilocystydy 35–70 × 5,5–15 μm, prawie cylindryczne lub baryłkowate, z wierzchołkami zaokrąglonymi lub główkowatymi. Występują obficie, czasami pomiędzy podstawkami. Komórki skórki o cylindrycznych strzępkach o szerokości 4–11 μm. Strzępki skórki i wąskie strzępki pod skórką zawierają inkrustowany pigment, czasami także pigment wewnątrzkomórkowy. W strzępkach hymenium sprzążki.
Gatunki podobne
Dzwonkówka kosmatotrzonowa ma ciemne barwy, silne, ale smukłe owocniki podobne do grzybówek. Odróżnia się od nich m.in. silnie zjełczałym zapachem. Pojawia się już wiosną pod drzewami iglastymi. Wiosną występuje także dzwonkówka wiosenna (Entoloma vernum).

## Występowanie i siedlisko
Dzwonkówka kosmatotrzonowa występuje tylko w Europie. Jest tutaj szeroko rozprzestrzeniona. W lasach górskich jest częsta. Na terenie Polski podano dość liczne stanowiska.
Owocniki wyrastają pojedynczo, rzadko w małych grupach, w próchnicy i ściółce w lasach iglastych lub liściastych, bardzo rzadko na przybrzeżnych wydmach. W Polsce występuje najczęściej w igliwiu i w trawie w górskich lasach świerkowych, Owocniki tworzy od maja do listopada.